# Vicente Peiró
Vicente Peiró es un ciclista español nacido el 7 de enero de 1984 en la localidad valenciana de Burjasot (España).
Debutó como profesional en 2006 con el equipo Comunidad Valenciana.

## Palmarés
el tour de Francia, la vuelta a España.

## Equipos
- Comunidad Valenciana (2006)
- Grupo Nicolás Mateos (2007)

- Datos: Q6161278